# 第71回NHK紅白歌合戦
『第71回NHK紅白歌合戦』（だい71かいエヌエイチケイこうはくうたがっせん）は、2020年（令和2年）12月31日19時30分から23時45分まで放送された通算71回目のNHK紅白歌合戦。

## 当日までのタイムライン
日付はいずれも2020年。
9月10日
NHK会長前田晃伸の定例会見で開催日程と放送時間が発表される。あわせて新型コロナウイルス感染症の対策として、紅白歌合戦が現行のホール形式での公開生番組となって以後、初めての無観客開催となることが明らかにされる。
11月2日
司会者が発表された。あわせて番組テーマをこの年のNHKウィズコロナ・プロジェクト「みんなでエール」と関連付けた「今こそ歌おう みんなでエール」とすることを発表。
11月16日
出場歌手が発表された。
12月13日
『シブヤノオト 年末総決算スペシャル』にてテレビ放送副音声「ウラトークチャンネル」とラジオ中継担当者が発表された。
12月14日
「今こそ歌おうみんなでエール 特別企画」にてさだまさしが13年ぶりに出場し、「奇跡2021」を歌唱することが発表された。
12月15日
嵐の楽曲のひとつを「カイト」とすることを発表した。それに合わせて、番組ホームページにて同曲のサビ部分の視聴者からの歌唱動画の募集が、この日から同月22日まで行われた。
12月21日
曲目発表。合わせて今回から常時配信・見逃し配信サービス「NHKプラス」での配信を開始することが発表された。
12月22日
「今こそ歌おうみんなでエール 特別企画」にて松任谷由実が出場し、「守ってあげたい」を歌唱することが発表された。
12月23日
紅組追加出場歌手としてYOASOBIが初出場し、デビュー曲「夜に駆ける」を歌唱することが発表された。YOASOBIは、テレビでの歌唱はこれが初となった。またゲスト審査員・連続テレビ小説『エール』のキャストのゲスト出演・審査方法（後述）も発表された。
12月24日
「今こそ歌おうみんなでエール 特別企画」にてYOSHIKI が出場し、自身がリーダーを務めるX JAPANの楽曲「ENDLESS RAIN」を演奏することが発表された。
また、当初白組歌手として初出場が決まっていたSnow Manは同月21日、メンバーの宮舘涼太の新型コロナウイルス感染が確認され、その後同月23日に残りのメンバー8名全員が濃厚接触者に該当すると保健所によって判断されたと事務所が報告したことを受け、NHKがSnow Manの出場見送りを決定したことを発表した。病気による出場決定後の辞退は第22回（1971年）における内山田洋とクール・ファイブ以来49年ぶりのことであり、加えてこれに伴う代役の起用が無かったのは、第7回 (1956年)における雪村いづみ以来64年ぶりの事である。
12月26日
「今こそ歌おう みんなでエール 特別企画」にて『紅白 ディズニースペシャルメドレー』と題して紅白出演者とディズニーの仲間たちが東京ディズニーリゾートにてスペシャルステージを行う事を発表。また、星野源の「うちで踊ろう（大晦日）」に関して新たに2番の歌詞を加えた特別版を初めて披露することが発表された。
12月27日
北島三郎がスペシャルゲストとしてリモート出演することが発表された。
12月28日
曲順が発表された。
12月30日
玉置浩二の第47回以来24年ぶりとなる出場と、当日はオーケストラとの共演による「田園」を披露することが発表された。

## 当日のステージ
今回は感染症対策として、NHKホールに加えてNHK放送センター内のCT-101スタジオとオーケストラスタジオ（CR-509スタジオ）の3か所で放送。ホール内にあったゲスト審査員席とラジオ中継席も別室に移され、ホール2階客席には第67回（2016年）以来4年ぶりにルーフステージが設けられた。なお、翌年からNHKホールは改修工事が始まるため、次回の第72回は東京国際フォーラムで開催された。

### 前半
- オープニングは総合司会の内村光良（ウッチャンナンチャン）、紅組司会の二階堂ふみ、白組司会の大泉洋(TEAM NACS)がNHKホールから挨拶し、幕を開けた[11]。新型コロナウイルスの流行を鑑みて、事前に収録された合成映像[12]や宣材写真を使用して出場歌手を紹介した。各司会者は、例年の晴れ着や袴ではなくスーツで登場した。また、司会の衣装着替えも例年より少なくなった。
- King & Princeは初の白組トップバッターを務め、Foorinの曲紹介を行った[13]。
- 紅組トップバッターのFoorinのステージでは、King & PrinceやNiziUらが「パプリカダンス」を披露した[14]。
- 日向坂46と櫻坂46は連続で登場した。過去に第68回（2017年）の欅坂46と第70回（2019年）の乃木坂46のステージに参加した内村は、今回は不参加だった[15]。
- Hey! Say! JUMPの歌唱前には、山田涼介が医療従事者にリモートで取材を行なったVTRが流れた[16]。ステージでは、少年忍者がバックダンサーとして参加した。「明日へのYELL」ではタオルを回す演出が行われ[17]、曲の最後には「みんなにエールを！Hey! Say! JUMP」と書かれた横断幕が広げられた[16]。
- Little Glee Monsterはこの年のNHK全国学校音楽コンクール中学校の部の課題曲「足跡」を歌唱した。本来は中学生と共演する予定だったが、新型コロナウイルスの影響によりコンクールが中止となったため、全国の中学校の合唱部から送られた合唱の映像をバックに歌唱した[18]。「足跡」は翌年の課題曲に採用された。
- SixTONESの曲紹介では、この年SixTONESと同日にメジャーデビューし、先述の理由により出場を辞退したSnow Manについて触れられ、内村が「Snow Manの分まで頑張れ」とエールを送った[19]。
- GENERATIONSの曲紹介には、「You & I」のリリックビデオに参加したEXITが応援に駆けつけた[20]。
- 純烈のステージでは、リモコンの決定ボタンを押された回数に応じて演出が変化した[注 3][21]。最終的な総数は8,200万回を超えた[16]。
- 坂本冬美は、第64回（2013年）以来7年ぶりに新曲を歌唱した。曲紹介では、坂本に楽曲提供した桑田佳祐扮する「桑畑佳祐」がVTRでメッセージを寄せ、曲のイントロでは口上を述べた[22]。
- Kis-My-Ft2はCT-101スタジオから登場したが、曲の終盤にローラースケートで審査員ルームに移動した[23]。
- 天童よしみはSnow Manと共演する予定だったが、出場辞退により少年忍者が代役を務めた[24]。
- 乃木坂46の堀未央奈が翌年3月28日、松村沙友理が同7月13日、伊藤純奈と渡辺みり愛が同8月31日、大園桃子が同9月4日、高山一実が同11月21日、寺田蘭世も同12月13日をもってグループから卒業したため、これが最後の出場となった。齋藤飛鳥は初めて紅白でセンターとなり、「Route 246」をグループ全員で披露するのも初めてとなった[25]。また、第61回（2010年）以来10年ぶりに小室哲哉の作品が歌唱された[26]。
- 鈴木雅之は、出場が発表された日に亡くなった母への思いを込めて「夢で逢えたら」を歌唱した[27]。
- 「紅白 ディズニースペシャルメドレー」は東京ディズニーリゾートで収録され、シンデレラ城（東京ディズニーランド）からKing & Princeと乃木坂46が「星に願いを」を、アラビアンコースト（東京ディズニーシー）から二階堂と氷川きよしが「ホール・ニュー・ワールド」を、再びシンデレラ城からKing & Prince、乃木坂46、渡辺直美、ディズニーのキャラクターが「小さな世界」を披露した[28]。
- 史上初の50回連続出場を果たした五木ひろしは、3年連続となる前半トリで登場した。放送当日、以下のコメントを発表した[29]。五木は翌年10月、自身のコンサートで第72回に出場しないと表明した[30]ため、第74回（2023年）時点でこれが最後の出場となっている。 みなさまに支えられたどりついた、50回連続出場。私にとっても大きな区切りとして、万感の思いをこめて歌います。 — 五木ひろし

### 後半
- NiziUのステージでは、メンバーのMAYUKAにマイクトラブルが発生し、イントロのみ不在というハプニングがあった[31]。MAYAは体調不良でリハーサルを欠席していたが、本番は9人全員が揃った[16]。
- 瑛人の曲中の「ドルチェ&ガッバーナ」の歌詞は、そのまま歌唱された[32]。
- Perfumeは、紅白では初めて3曲のメドレーを披露した[33]。
- 郷ひろみの「男の子女の子」は第24回（1973年）以来47年ぶりの歌唱となり、2回歌唱した曲の中ではスパンが歴代最長記録となった。
- 連続テレビ小説『エール』の特別企画で、森山直太朗は第59回（2008年）以来12年ぶりに番組で歌唱した。
- 特別企画で出場したGReeeeNは、最新のAR技術で4人の顔が精巧に再現された[34]。
- この日をもって活動休止となった嵐は、活動休止前最後のコンサート『This is 嵐 LIVE 2020.12.31』の会場（東京ドーム）から中継でメドレーを披露した。「カイト」の曲中では、メンバーが1名ずつ[注 4]ファンや視聴者に向けてメッセージを送り、最後のサビの部分では視聴者から募集した動画と一緒に歌唱した[35]。「君のうた」ではTravis Japanがバックダンサーを務め、「Happiness」ではHiHi Jets、美 少年、7 MEN 侍、Jr.SP[注 5]、IMPACTors[注 6]が加わった[36]。嵐としてはこれが活動休止前最後のテレビ出演となった。また、大野はこの日をもって芸能活動を休止したため、2024年時点で最後のテレビ出演となっている[37]。
- LiSAは『劇場版「鬼滅の刃」無限列車編』の映像をバックに歌唱した。「炎」の前奏では煉獄杏寿郎の台詞が流れた[38]。
- 三山ひろしは、4回目のけん玉ギネス世界記録挑戦で前回失敗した125人に再挑戦し、2年ぶりにギネス記録を達成した。出演者・ゲストからは大泉が1人目で参加したほか、DJ KOO（TRF）と数原龍友（GENERATIONS）が前回に引き続き参加した[39]。大泉はリハーサルでは失敗していたが、本番では成功した[40]。
- YOASOBIは、埼玉県所沢市の角川武蔵野ミュージアムから「夜に駆ける」をテレビ初歌唱した[41]。
- 関ジャニ∞のステージでは、ゲスト審査員やPerfumeらが「前向き体操」を踊って盛り上げた[42]。
- 特別企画で出場したYOSHIKIは、 アメリカ合衆国・カリフォルニア州ロサンゼルスの海岸から「ENDLESS RAIN」をピアノで演奏した。他に、Queenのブライアン・メイとロジャー・テイラー、サラ・ブライトマンが海外から参加し、NHKホールではBABYMETAL、LiSA、milet、SixTONESが歌唱した。曲紹介ではYOSHIKIからのメッセージが流れた[43]。この模様はNHKの了承を得て、2日後の2021年1月2日にQueenの公式YouTubeチャンネルで公開された[44]。
- Superflyは、東京フィルハーモニー交響楽団50人のオーケストラをバックに歌唱した[45]。
- 石川さゆりは、アニメ『鬼滅の刃』の音楽を担当した椎名豪のアレンジで歌唱した[46]。
- 星野源の曲紹介では、新型コロナウイルスの感染拡大による自粛期間中に上がった様々な「うちで踊ろう」のコラボレーション動画がVTRで紹介された。紅白では新たに2番の歌詞を加えた特別版を初披露した。NHKプラスでの配信終了後も再公開を求める要望が多かったため、2021年1月8日からこの歌唱シーンがNHK公式YouTubeチャンネルで公開された[注 7][47]。
- 氷川きよしは、白の衣装から赤の衣装に早着替えをし、終盤では金の衣装でフライングを披露した[48]。
- 松田聖子の曲紹介では、宇宙飛行士の野口聡一が「瑠璃色の地球」への思いをVTRで述べた[49]。
- 松任谷由実は「守ってあげたい」に加え、SMALL3[注 8]との共演で「きみのためにSuperman」と「やさしさに包まれたなら」を披露した[50]。「きみのためにSuperman」はフジテレビ系列『出川と爆問田中と岡村のスモール3』のテーマ曲[50][51]で、松任谷とSMALL3の4人ユニットによる楽曲であるが、CDリリースはされておらず、2021年3月26日まで配信されていなかった。また、SMALL3の出演は放送時まで極秘だった[51]。
- 第47回以来24年ぶりの出場となった玉置浩二は、東京フィルハーモニー交響楽団のオーケストラをバックに歌唱した。なお玉置の出場は、大泉が白組司会に決まった際に番組プロデューサーから要望を聞かれ、自身と同じ北海道出身の玉置をリクエストした結果、実現した[52]。
- 初めて白組トリを務めた福山は、例年神奈川県横浜市のパシフィコ横浜で開催されていたカウントダウンライブ『福山☆冬の大感謝祭』が2021年まで開催休止になったこともあり、初出場の第44回（1993年）以来27年ぶりにNHKホールに登場した[53][54]。
- 2年連続の紅組トリ及び初の大トリを務めたMISIAは、出場発表前日の11月15日にTBS系「news23」の取材で乗馬した際に落馬し、胸椎棘突起の骨折で全治6週間の大けがを負った[55]。この影響で12月5日と6日のコンサートが中止となり、一時は出場が危ぶまれていた[56]が、同19日のコンサートで復帰し[57]、3年連続で「アイノカタチ」を歌唱した[注 9][58]。なお、紅組歌手が大トリを務めたのは第66回（2015年）の松田聖子以来5年ぶりで、令和では初めてとなった。
- 「蛍の光」はNHKホールと審査員ルーム、CT-101スタジオの3か所で歌う形となった。

### 結果
今回は無観客開催のため、ゲスト審査員・視聴者審査員の得票数で競われた。
- ゲスト審査員（別記）+視聴者審査員（総合テレビ・BS4K・BS8Kの視聴者 定員なし）：紅組（2,635,200 - 1,383,180）

総合結果は紅組が第67回以来4年ぶりの優勝となった。得票数では紅組が白組の約2倍に及んだ。例年はゲスト審査員の代表者が優勝旗を授与しているが、今回は内村から二階堂へ優勝旗が授与された。なお、2023年現在優勝旗の授与は今回が最後となっている。

## 出場歌手
紅組、      白組、      特別企画・企画コーナー、      初出場、      返り咲き。
| 曲順 | 組   | 歌手名              | 回 | 曲目                                  |
| ---- | ---- | ------------------- | -- | ------------------------------------- |
| 1    | 白   | King & Prince       | 3  | I promise                             |
| 2    | 紅   | Foorin              | 2  | パプリカ                              |
| 3    | 白   | 山内惠介            | 6  | 恋する街角                            |
| 4    | 紅   | milet               | 初 | inside you                            |
| 5    | 紅   | 日向坂46            | 2  | アザトカワイイ                        |
| 6    | 紅   | 櫻坂46              | 初 | Nobody's fault                        |
| 7    | 白   | Hey!Say!JUMP        | 4  | 紅白SPメドレー 〜みんなでエール2020〜 |
| 8    | 紅   | Little Glee Monster | 4  | 足跡                                  |
| 9    | 白   | SixTONES            | 初 | Imitation Rain                        |
| 10   | 紅   | 水森かおり          | 18 | 瀬戸内 小豆島 〜2020映えSP〜          |
| 11   | 白   | GENERATIONS         | 2  | You&I                                 |
| 12   | 白   | 純烈                | 3  | 愛をください 〜Don't you cry〜        |
| 13   | 紅   | 坂本冬美            | 32 | ブッダのように私は死んだ              |
| 14   | 白   | Kis-My-Ft2          | 2  | We never give up!                     |
| 15   | 紅   | 天童よしみ          | 25 | あんたの花道 ～腹筋太鼓乱れ打ちSP～   |
| 企画 | 企画 | さだまさし          | 20 | 奇跡2021                              |
| 16   | 紅   | 乃木坂46            | 6  | Route 246                             |
| 17   | 白   | 鈴木雅之            | 3  | 夢で逢えたら                          |
| 企画 | 企画 |                     |    | 紅白 ディズニースペシャルメドレー     |
| 18   | 白   | 五木ひろし          | 50 | 山河                                  |

| 曲順 | 組   | 歌手名           | 回 | 曲目                                       |
| ---- | ---- | ---------------- | -- | ------------------------------------------ |
| 19   | 紅   | NiziU            | 初 | Make you happy                             |
| 20   | 白   | 瑛人             | 初 | 香水                                       |
| 21   | 紅   | Perfume          | 13 | Perfume Medley 2020                        |
| 22   | 紅   | BABYMETAL        | 初 | イジメ、ダメ、ゼッタイ                     |
| 23   | 白   | 郷ひろみ         | 33 | 筒美京平 トリビュートメドレー              |
| 24   | 紅   | JUJU             | 初 | やさしさで溢れるように                     |
| 企画 | 企画 |                  |    | 連続テレビ小説「エール」                   |
| 企画 | 企画 | GReeeeN          | 初 | 星影のエール 紅白SP                        |
| 25   | 白   | 嵐               | 12 | 嵐×紅白 2020スペシャルメドレー             |
| 26   | 紅   | LiSA             | 2  | アニメ「鬼滅の刃」紅白SPメドレー           |
| 27   | 白   | Official髭男dism | 2  | I LOVE...                                  |
| 28   | 白   | 三山ひろし       | 6  | 北のおんな町 〜第4回けん玉世界記録への道〜 |
| 29   | 紅   | YOASOBI          | 初 | 夜に駆ける                                 |
| 30   | 白   | 関ジャニ∞        | 9  | みんなで踊ろう!前向きスクリーム!           |
| 31   | 紅   | 東京事変         | 初 | うるうるうるう〜能動的閏〆篇〜             |
| 32   | 白   | ゆず             | 11 | 雨のち晴レルヤ 〜歓喜の歌 紅白SP〜         |
| 33   | 紅   | あいみょん       | 2  | 裸の心                                     |
| 企画 | 企画 | YOSHIKI          | 3  | ENDLESS RAIN                               |
| 34   | 紅   | Superfly         | 5  | 愛をこめて花束を                           |
| 35   | 白   | Mr.Children      | 2  | Documentary film                           |
| 36   | 紅   | 石川さゆり       | 43 | 天城越え                                   |
| 37   | 白   | 星野源           | 6  | うちで踊ろう (大晦日)                      |
| 38   | 白   | 氷川きよし       | 21 | 限界突破×サバイバー                        |
| 39   | 紅   | 松田聖子         | 24 | 瑠璃色の地球 2020                          |
| 企画 | 企画 | 松任谷由実       | 5  | 守ってあげたい                             |
| 企画 | 企画 | 玉置浩二         | 2  | 田園                                       |
| 40   | 白   | 福山雅治         | 13 | 家族になろうよ                             |
| 41   | 紅   | MISIA            | 5  | アイノカタチ                               |

脚注
1. ↑  5人での出場（岩橋玄樹が活動休止中のため）。
2. 1 2 3 4 5 6 7  東京都渋谷区・NHK放送センターCT-101スタジオより中継。
3. 1 2 3 4  東京都渋谷区・NHK放送センターオーケストラスタジオ（CR-509スタジオ）より中継。
4. ↑  改名前の欅坂46時代からは通算5年連続5回目。
5. ↑  メンバーの山田涼介・知念侑李は過去にNYCおよびNYC boysとして4回出場。
6. ↑  「Ultra Music Power」「明日へのYELL」を順に披露。
7. ↑  メンバーの芹奈が体調不良のため休養に入ったのに伴い、残り4人が出演。
8. ↑  メンバーの高地優吾・松村北斗は過去にNYC boysとして1回出場、森本慎太郎はスノープリンス合唱団として1回出場。
9. ↑  メンバーの白濱亜嵐・関口メンディーは過去にEXILEとして3回出場。
10. ↑  過去に白組歌手として19回出場。
11. ↑  過去にラッツ&スターとして1回出場。
12. ↑  「星に願いを」「ホール・ニュー・ワールド」「イッツ・ア・スモールワールド」を順に披露。
13. ↑  千葉県浦安市・東京ディズニーリゾートより収録。
14. ↑  「Dream Fighter」「Baby cruising Love」「Time Warp」を順に披露。
15. ↑  「男の子女の子」「よろしく哀愁」を順に披露。
16. ↑  「福島行進曲」「長崎の鐘」「栄冠は君に輝く」を順に披露。
17. ↑  「星影のエール」「キセキ」を順に披露。現GRe4N BOYZ。
18. ↑  東京都文京区・東京ドーム（生配信ライブ『This is 嵐 LIVE 2020.12.31』）より中継。
19. ↑  「カイト」「君のうた」「Happiness」を順に披露。
20. ↑  「紅蓮華」「炎」を順に披露。
21. ↑  埼玉県所沢市・角川武蔵野ミュージアムより中継。
22. ↑  ボーカルの椎名林檎は前年まで7回出場。東京事変は椎名のサポートメンバーとして2回の出演経験あり。
23. ↑  「能動的三分間」「うるうるうるう」を順に披露。
24. ↑   アメリカ合衆国・ロサンゼルスより収録。11回目の出場。X JAPANのメンバーとして計8回、2018年にHYDE、サラ・ブライトマンとのコラボで1回、前回の特別企画で1回出場。
25. 1 2 3  東京都渋谷区・NHK放送センターCT₋101スタジオにて収録。
26. ↑   「守ってあげたい」「きみのためにSuperman」「やさしさに包まれたなら」を順に披露。
27. ↑  過去に紅組歌手として3回出場。
28. ↑  白組歌手としては安全地帯とソロで各1回出場。通算3回目の出場。

### 選考を巡って
- 初出場は紅組7組、白組2組[注 10]、特別企画1組の計10組[注 11]。返り咲きは3組。
  - 櫻坂46は、この年の10月に欅坂46からグループ名を変更。出場回数は欅坂46時代からの通算ではなく初出場扱いとなっている[60]。
  - JUJUはデビュー17年目にして初出場。この年4月リリースのベストアルバム『YOUR STORY』がオリコン上半期アルバムランキングで女性ソロ1位を獲得した[61]。
  - 東京事変はこの年8年ぶりに再結成した[62]。
  - 日韓共同企画から生まれた女性グループのNiziUは、この年6月配信のプレデビュー曲「Make you happy」が話題となり、ミュージックビデオの再生回数が1.6億回、オリコン週間ストリーミングランキングでは累計再生数が1億回を突破している。放送直前の12月2日に正式デビューしたため、出場歌手として史上最速の紅白出場となった[63]。
  - BABYMETALは結成10周年。海外での知名度が高く、2019年10月発売のアルバム『METAL GALAXY』が、アメリカのビルボード総合チャートで日本人女性アーティスト最高位の13位を記録している[64]。
  - miletは6月発売の1stフルアルバム『eyes』がBillboard JAPANの総合チャートで2週連続1位、8週連続トップ10入りを果たしている[65]。その影響で昨年リリースの「us」や「inside you」がロングヒットとなった。
  - 瑛人は2019年4月に配信リリースした「香水」がこの年TikTokでの歌ってみた動画などSNSがきっかけで大ヒットし、公式ミュージックビデオの再生回数が1億回を突破、各種チャートでも1位を獲得している[66]。
  - ジャニーズ事務所から同時デビューしたSnow ManとSixTONESは、前回事務所創業者のジャニー喜多川の追悼企画で出演したが、今回揃って正式初出場。セールス面の好調さなどこの年の活躍に加え、視聴者からの出演を望む声が多く寄せられたことも要因となった[67]。ただしSnow Manは、先述の通り出場を辞退し、初出場は翌年の第72回に持ち越された[6]。
  - GReeeeNはこの年の連続テレビ小説『エール』の主題歌「星影のエール」を歌っており、今回は特別企画「今こそ歌おう みんなでエール」で出場することになった[68]。
  - 追加出場のYOASOBIはデビュー曲の「夜に駆ける」がCD未発売ながらストリーミングやミュージックビデオで人気を博し、2020年のBillboard JAPAN年間チャート1位を獲得している[69]。
  - 鈴木雅之が第47回にラッツ&スターとして出場して以来24年ぶり、ソロとしても第43回以来28年ぶりの出場となった。ラッツ&スターの旧称シャネルズとしてデビューして40周年になるのに加え、2018年には「め組のひと」がTikTok上で大ヒットし、鈴木愛理とコラボレーションした「DADDY! DADDY! DO!」がテレビアニメ『かぐや様は告らせたい?〜天才たちの恋愛頭脳戦〜』の主題歌としてヒットした[70][注 12]。
  - Mr.Childrenは第59回以来12年ぶり2回目の出場となった[71]。
  - 紅組では唯一返り咲きのあいみょんは第69回以来2年ぶりの出場となった。歌唱した「裸の心」はTBS系火曜ドラマ「私の家政夫ナギサさん」の主題歌として一躍ヒットした[72]。
- 五木は北島三郎以来2人目[注 13]の50回出場および史上初の50年連続出場を達成している[73]。正規出場に限れば北島に並ぶ最多出場記録となった。なお、五木は翌年の第72回には不出場となったため、今回で五木の連続出場はストップした[74]。
- NiziUや瑛人、YOASOBIのように、CDではなく主に配信リリースやSNSでの人気で初出場を決めたことについて、夕刊フジでは音楽関係者の談として「これまでネットでのブレークは若者中心という見方が強かったが、いまやメインストリームとなりつつある。無視することができなくなった」と指摘しており、加藤英明チーフプロデューサーも瑛人について「SNSを中心に非常に盛り上がって、今年の活躍は間違いないと思う」と、選出にあたってネットの影響があったと語っている[75]。
- 他に出場が噂されたのは（昨年までの連続出場を除く）、上沼恵美子[76]、少年隊[77]、広瀬香美[78]、浜崎あゆみ[78]、中島みゆき[79]、沢田研二[80]、米津玄師、DISH//[81]、Creepy Nuts[81]、BTS[81]、JO1[81]、chelmico[81]、宮本浩次[82]、近藤真彦[82]、秦基博、ヨルシカ等がいた。
  - このうち、BiSH、DISH//、宮本浩次は翌年の第72回、JO1は翌々年の第73回、Creepy Nutsは4年後の第75回で出場を果たした。
- 前回の出場歌手より、不選出となったのは紅8組、白5組の計13組[83]。
  - 紅組：aiko、いきものがかり、AKB48、丘みどり、欅坂46[注 14]、椎名林檎[注 15]、島津亜矢、TWICE
  - 白組：King Gnu[注 16]、菅田将暉、DA PUMP、三浦大知、RADWIMPS
    - AKB48については11年連続通算12回出場していたが、今回は関連グループも含めて落選となった。これについて加藤チーフプロデューサーは、「総合的な判断としか言えません」としつつも、「最後まで悩んだ」と語っている[84]。メンバーの柏木由紀が「また誰かに認めてもらえるように私達は頑張ります」と自身のTwitterでコメントしている[85]。
    - 島津は落選した思いとファンへの感謝を自身のAbemaブログに綴った[86]。
    - 三浦については今回出演はしていないが、星野の歌唱前に星野らが立ち上げたサイトを紹介する際に三浦の顔写真がスクリーンに映った。

### 曲順を巡って
紅組トリおよび大トリに5回出場達成のMISIA、白組トリにこの年デビュー30周年を迎えた福山と、共に長崎県出身歌手がトリに起用された。前者は2年連続の紅組トリかつ初の大トリ、後者は初トリ。
各種メディアが挙げていたトリの候補は以下の通りである。
- スポーツニッポン（2020年11月17日・12月22日付） - 「白組トリおよび大トリを（会場歌唱をすれば）Mr.Childrenが務める可能性が高い。紅組トリは松田聖子（デビュー40周年）やMISIAが有力候補」[88]「両組トリはMISIA・ゆずが有力。紅組トリを石川さゆり、白組トリおよび大トリを50回出場の五木ひろしが務める可能性も高い」[89]
- サンケイスポーツ（2020年12月22日付） - 「MISIAがトリか大トリで歌う方向で最終調整されている。対抗の白組トリはゆずが浮上している」[90]
- スポーツ報知（2020年12月24日付） -「MISIAが紅組トリおよび大トリ、福山雅治が白組トリに内定」[91]

結果としてはMISIAが紅組トリおよび大トリを務めたが、MISIAが怪我の影響によりもし出場できない場合には石川さゆり、坂本冬美、乃木坂46が紅組トリを務める可能性があったとの報道もあった。
氷川きよしが白組トリを務める予定の案が直前まであったとの報道もある。
ここ2年白組トリおよび大トリを務め、同日を以って活動休止とし活動休止前最後コンサート『This is 嵐 LIVE 2020.12.31』の会場（東京ドーム）から中継出演する嵐は25番目に歌唱。嵐の出番順を巡り、終盤歌唱はするものの、（コンサート優先や中継出演者がトリを取った前例がないため）トリを務めることはなく、22時台後半から23時台の間で調整をしていると報道されていた。嵐の中継出演の発表前には当初嵐が白組トリおよび大トリを務める予定だったとの報道もあった。

## 司会者
- 総合：内村光良（ウッチャンナンチャン、『LIFE!〜人生に捧げるコント〜』座長）、桑子真帆（東京アナウンス室）
- 紅組：二階堂ふみ（女優、この年上期の連続テレビ小説『エール』のヒロイン・古山（関内）音役）
- 白組：大泉洋（TEAM NACS、『SONGS』責任者）
  - 二階堂・大泉は初司会、内村は4年連続4回目、桑子は2年ぶり3回目。
  - 司会には、第57回（2006年）から前回まで14年連続で起用されていたジャニーズ事務所所属タレントが起用されていない。
  - 当初、年内を以って活動休止に入る嵐が白組司会を務める予定だったとされる[96]。

## 審査方法
今回は無観客開催という事情も踏まえ、総合テレビ・BS4K・BS8Kの視聴者投票（NHKプラスとワンセグでの投票は不可）に重きを置いた形式となっている。
視聴開始で1票獲得、その後5分連続視聴を10回達成するごとに1票ずつ増える（テレビ1台あたり最大5票）。得た票は全対戦終了後に番組連動データ放送を通して投票するが、「紅組3票、白組2票」のように紅白に分割して投じることはできず、紅組と白組のいずれかに得た票の全てが投票される形となった。ゲスト審査員も同様に投票を行った。

## ゲスト出演者

### ゲスト審査員
- 黒柳徹子（女優・司会者）：過去5回紅組司会を担当、第66回総合司会。
- サンドウィッチマン（伊達みきお・富澤たけし）（お笑い芸人）：『サンドのお風呂いただきます』、ラジオ第1『サンドウィッチマンの天使のつくり笑い』などに出演。
- 杉咲花（女優）：この年下期の連続テレビ小説『おちょやん』のヒロイン・竹井千代役。
- 染谷将太（俳優）：この年の大河ドラマ『麒麟がくる』の織田信長役。
- チコちゃん（『チコちゃんに叱られる!』MC、声：木村祐一）：第69回・第70回はゲストとして出演していたが、初めてゲスト審査員として登場。
- 宮崎美子（女優）：『ネーミングバラエティー 日本人のおなまえっ!』レギュラー、BSプレミアムの松本清張ドラマ『黒い画集〜証言〜』梅沢初枝役。この年デビュー40周年を記念した自身初のカレンダーを発売し話題に。
- 宮本亞門（演出家）：この年「上を向いて歩こう」を歌い踊り繋げるプロジェクトを発足。
- 室伏広治（スポーツ庁長官）：この年10月に同庁長官に就任。
- 吉沢亮（俳優）：翌年の大河ドラマ『青天を衝け』の主人公・渋沢栄一役。

### スペシャルゲスト
- 北島三郎：東京都内よりリモート出演。歌唱はなく、応援コメントのみ。

### 特別企画
- ミッキーマウス：「今こそ歌おう みんなでエール 特別企画」の一環で「紅白 ディズニースペシャルメドレー」に出演。
- ミニーマウス、ドナルドダック、デイジーダック、グーフィー、プルート、チップとデール、ホセ・キャリオカ、パンチート、スクルージ・マグダック、クラリス、マックス：ディズニーキャラクター。同じくVTR出演。
- アラジン、ジャスミン、ジーニー：ディズニー映画『アラジン』のキャラクター。同上。
- ファイファー・ピッグ、フィドラー・ピッグ、プラクティカル・ピッグ：同じく『三匹の子ぶた』のキャラクター。同上。
- 白雪姫、7人の小人たち：同じく『白雪姫』のキャラクター。同上。
- ピノキオ、ジミニー・クリケット、ゼペット：同じく『ピノキオ』のキャラクター。同上。
- シンデレラ、プリンス・チャーミング：同じく『シンデレラ』のキャラクター。同上。
- ピーター・パン：同じく『ピーター・パン』のキャラクター。同上。
- オーロラ：同じく『眠れる森の美女』のキャラクター。同上。
- マリー：同じく『おしゃれキャット』のキャラクター。同上。
- ベル、アダム：同じく『美女と野獣』のキャラクター。同上。
- ティモン：同じく『ライオン・キング』のキャラクター。同上。
- リロ・ペレカイ、スティッチ：同じく『リロ・アンド・スティッチ』のキャラクター。同上。
- 窪田正孝、中村蒼、山崎育三郎、森山直太朗、堀内敬子：『エール』の出演者、「今こそ歌おう みんなでエール 特別企画」の一環で出演[97]。
- ブライアン・メイ、ロジャー・テイラー（以上クイーン）、サラ・ブライトマン：「今こそ歌おう みんなでエール 特別企画」の一環のYOSHIKIとのコラボレーションで出演。
- 出川哲朗、田中裕二（爆笑問題）、岡村隆史（ナインティナイン）：フジテレビ『SMALL3』の企画ユニット。「今こそ歌おう みんなでエール 特別企画」の一環の松任谷由実とのコラボレーションで極秘出演し、3曲メドレーのうち2曲を一緒に歌唱。

### 企画・応援ゲスト
- ジャニーズJr.：Hey! Say! JUMPおよび嵐のバックダンサー。
- フワちゃん、篠原ともえ：水森かおりのサポート。フワちゃんがプレゼンター、篠原が水森の衣装製作を担当[98]。
- EXIT：GENERATIONSの応援。
- 竈門炭治郎（声：花江夏樹）、煉獄杏寿郎（声：日野聡）：『鬼滅の刃』のキャラクター。LiSAの応援。
- DJ KOO（TRF）、ず～まだんけ：三山ひろしの曲中でけん玉ギネス世界記録に挑戦。
- 桑田佳祐（サザンオールスターズ）：楽曲を提供した坂本冬美の演出にVTRで登場。
- 野口聡一（宇宙飛行士）：「今こそ歌おう みんなでエール 特別企画」の一環で国際宇宙ステーションよりVTR出演。

### 演奏ゲスト
- 東京フィルハーモニー交響楽団：ストリングスを担当。山内惠介、さだまさし、ゆず、Superfly、玉置浩二とコラボレーション。
- 藤野浩一：山内惠介、ゆず、Superflyの曲中で指揮を担当。
- 少年忍者：天童よしみの曲中で和太鼓を演奏[注 17]。
- 渡辺俊幸：さだまさしの曲中で指揮を担当。
- 小野寺淳之介：瑛人の曲中でギターを演奏。
- 河村"カースケ"智康、ハマ・オカモト、長岡亮介[注 18]、櫻田泰啓、石橋英子、武嶋聡：星野源のバックバンド。
- 武部聡志、小田原豊、浜崎賢太、鳥山雄司、遠山哲朗、今井マサキ、佐々木久美、佐々木詩織：松任谷由実のバックバンド。
- 栁澤寿男：玉置浩二の曲中で指揮を担当。
- 井上鑑、山木秀夫、高水健司、今剛、小倉博和、金原千恵子、山本大将、館泉礼一、古川淑恵、村田陽一、豊田実加：福山雅治のバックバンド。
- 都倉俊一：「蛍の光」の指揮を担当。

### その他の番組担当者
- ラジオ中継：田村直之、赤木野々花（いずれも東京アナウンス室）
- テレビ放送副音声『紅白ウラトークチャンネル』：山里亮太（南海キャンディーズ）、渡辺直美

## その他
- 例年通りBS4K・BS8Kでは地上波とは違うカメラアングルでの撮影であったが、前回までとは異なり歌詞テロップが表示されたり、また地上波用のカメラと歌手が被る際ワイプで表示するなど変更点があった。NHKホール以外では8Kによる収録は行われておらず、BS4K・BS8Kでは冒頭の北島三郎の中継時に「101スタジオ・オーケストラスタジオ・審査員ルーム（改行）中継・VTR等はハイビジョン画質でご覧いただきます」との注意書きが表示された。
- 2021年1月20日、NHK放送総局長の定例会見が行われ、本番組のうち、ディズニースペシャルメドレーとYOSHIKI[注 19]、Mr.Children、星野源[注 20]、玉置浩二[注 19]の5シーンは事前に収録したものであったことを明らかにした。新型コロナウイルスの影響や演出上の都合によるものと説明している[99][100]。

## 視聴率
ビデオリサーチによると、平均視聴率は前半が34.2％（前回から0.5p減）、後半が40.3％（前回から3.0p増）で第69回（2018年）以来2年ぶりに40％を上回った（関東地区・世帯・リアルタイム）。二階堂がヒロインを演じた『エール』の舞台である福島地区では後半で51.0％を記録した。今回から個人視聴率についても発表され、前半が25.0％、後半が29.6％、平均視聴人数は3494.7万人だった。これについては新型コロナウイルス感染症の影響による外出自粛が影響したと報じられている。瞬間最高視聴率は21時52分、嵐が「Happiness」を披露しているシーンで世帯47.2％、個人35.5％だった。歌唱以外の最高視聴率は午後11時42分、紅白振り返りと紅組優勝の瞬間で45.7%だった。

### 歌手別視聴率
- 数字は関東地区[105]。
- 紅組、      白組、      特別企画。

| 順位 | 組 | 歌手             | 視聴率 |
| ---- | -- | ---------------- | ------ |
| 1位  | 白 | 嵐               | 47.2%  |
| 2位  | 紅 | LiSA             | 46.6%  |
| 3位  | 紅 | MISIA            | 44.5%  |
| 4位  | 企 | GReeeeN          | 43.6%  |
| 5位  | 白 | Official髭男dism | 43.5%  |